# Ludmyła Łemeszko
Ludmyła Ołehiwna Łemeszko, ukr. Людмила Олегівна Лемешко (ur. 12 listopada 1979 w Czernihowie, Ukraińska SRR) – ukraińska piłkarka oraz futsalistka, grająca na pozycji pomocnika lub obrońcy, reprezentantka Ukrainy, trener piłkarski.

## Kariera klubowa
25 kwietnia 1993 roku rozpoczęła zawodową karierę w drużynie Łehenda-SzWSM Czernihów. W 2002 również grała w futsal w klubie Fortuna-Czeksił Czernihów. W 2002 została wypożyczona do azerskiego Gömrükçü Baku. W 2005 roku wyjechała do Rosji, gdzie potem występowała w klubach Riazań-WDW Riazań, SzWSM-Izmajłowo Moskwa i Zorki Krasnogorsk. W 2011 zakończyła karierę piłkarską.

## Kariera reprezentacyjna
11 maja 2000 zadebiutowała w narodowej reprezentacji Ukrainy w meczu przeciwko Niemiec. Uczestniczka Mistrzostw Europy w Piłce Nożnej Kobiet 2009.

## Kariera trenerska
We wrześniu 2021 stała na czele klubu Junist'-SzWSM Czernihów.